# غلام مصطفى جاتوي
غلام مصطفى جاتوي سياسي باكستاني، ولد في اقليم السند بباكستان 14 أغسطس 1931 وتوفي 20 نوفمبر 2009 في لندن المملكة المتحدة.
كان المكلف بأعمال رئيس الوزراء باكستان لمدة ثلاثة أشهر، من 6 أغسطس 1990 الى 6 نوفمبر في نفس العام.
شارك في تأسيس حزب الشعب الباكستاني مع ذو الفقار علي بوتو، لكنه ترك الحزب وأسس حزب الشعب بعد خلافه مع بينظير بوتو.

## وصلات خارجية
- غلام مصطفى جاتوي على موقع مونزينجر (الألمانية)